# Efferia barbiellinii
Efferia barbiellinii este o specie de muște din genul Efferia, familia Asilidae. A fost descrisă pentru prima dată de Mary Katherine Curran în anul 1935. Conform Catalogue of Life specia Efferia barbiellinii nu are subspecii cunoscute.